# Monument 10 oktober 1760
Het Monument 10 oktober 1760 is een monument op het Plein van 10 oktober 1760 in Paramaribo in Suriname.
Het monument herinnert aan het Vredesverdrag van 1760 dat de Aukaners toen sloten met de Sociëteit van Suriname. Het was de eerste blijvende vrede van een marronstam met de Nederlandse kolonisators. Het plein kreeg deze naam op 8 februari 1993.
Het kunstwerk werd gemaakt door Marcel Pinas. Het is een uitbeelding van het uiteinde van een korjaal die omhoog reikt alsof het de hemel wil aantikken. Aan de achterkant is een papegaai te zien die symbool staat voor het zelf sturing geven aan de samenleving door alle etnische groepen.
Het werd op 10 oktober 2006 onthuld door de voorzitter van de Stichting 10 oktober 1760 Leo Atoman en de historicus en kruidenkenner André Pakosie. Zij deden dit door een kleurig marrondoek van het kunstwerk te verwijderen. Onder de meer dan honderd aanwezigen bevonden zich RO-minister Michel Felisi, de Assemblée-leden Caprino Alendy en Cornelis Kanalie en de geschiedkundige Eric Jagdew. Het initiatief voor het monument werd genomen door de stichting Pina Bosu.
Op 10 oktober 2010 zou de Nationale Democratische Partij (NDP) een zogenaamde nieuwe onthulling hebben gedaan. Er was een plaquette op aangebracht met de tekst: "Onthuld door de President van de Republiek Suriname Zijne Excellentie dhr. D.D.Bouterse." De Nationale Partij Suriname (NPS) reageerde verontwaardigd en sprak van een nieuwe poging uit meerdere 'structurele' geschiedvervalsingen.